# Coremas
Coremas este un oraș în Paraíba (PB), Brazilia.